# Christopher Falkengréen
Christopher Falkengréen, född 12 oktober 1722 i Karlskrona, död 22 april 1789 i Stockholm, var en svensk friherre, riksråd och viceamiral.

## Biografi
Falkengréen var son till amiral Abraham Falkengréen och hans hustru Christina, född Hammar. Falkengréen var vid Göteborgseskadern 1742 och vid 21 års ålder, 1743, blev han antagen till löjtnant vid flottan och tjänstgjorde vid amiralitetet. Han ingick 1745 i fransk sjötjänst och kommenderade 1746 fregatten Le Volage, om 32 kanoner, mot ett engelskt örlogsskepp, med dubbelt så stark bestyckning, samt uthärdade en mördande strid i sju timmar. Slutligen tvungen att ge sig till fången, utväxlades han kort därefter från engelsmännen. Han deltog sedermera med utmärkelse i kriget i Flandern och erhöll fullmakt som fregattkapten.
1746 befordrades Falkengréen i svensk tjänst till kaptenlöjtnant,  1750 till kapten. Som fartygschef på HMS Drottningholm deltog Falkengréen till en expedition till Finland 1751. Ett år senare 1752, befordrades han till kommendörkapten. 1755 skickades han med HMS Uppland på en kryssning mot marockanerna. Falkengréen var chef för kadettkåren 1757 och befordrades efterhand till schoutbynacht 1765, chef för galärflottan 1767 och vice amiral 1769. 
Vid 1760–1762 och 1765–1766 års riksdagar, som Falkengréen bevistade, framträdde han bland Augustin Ehrensvärds mest utpräglade motståndare och gjorde sig i allmänhet känd som en ivrig mössa. Han var också medlem av det sexmannaråd, som vid förberedelserna till 1769 års riksdag förvaltade partiets valkassa och inkallades vid dess seger våren 1772 i rådet, där han bibehölls efter revolutionen. År 1771 blev han hugnad med friherrlig värdighet, utnämndes han 1776 till president i Amiralitetskollegium och två år senare till serafimerriddare.
Christopher Falkengréen var den förste ordinarie ledamoten i Kungliga Örlogsmannasällskapet, invald 1771. Han var sällskapets hederspreses 1771–1789. Falkengréen var ledamot av Vetenskapsakademien från 1778 och har i sitt fack utgivit två vetenskapliga arbeten: Evolutioner till sjös 1752 och Galérflottans och marinens kommendering 1769. Han var ogift.

## Utnämningar
Christopher Falkengréen befordrades till löjtnant  1742 och vidare till kaptenlöjtnant 1746. Året därpå, 1747, utnämndes han till kapten. År 1752 avancerade han till kommendörkapten och 1762 till kommendör. Han befordrades till schoutbynacht 1765 och slutligen till viceamiral 1767.